# Остров Паскали
«Остров Паскали»  (англ. Pascali's Island) — британский драматический фильм 1988 года по роману Барри Ансуорта, изданного в 1980 году. Автор сценария и режиссёр Джеймс Дирден. В главных ролях Бен Кингсли, Чарльз Дэнс и Хелен Миррен. Он был представлен на 41-м Каннском кинофестивале в основной конкурсной программе.

## Сюжет
В 1908 году на Ниси, небольшом греческом острове, находящемся под властью Османской империи, турецкие чиновники, греческие повстанцы, немецкие эмиссары и другие иностранные наёмники оказываются втянуты в самые разные обстоятельства на фоне разрушающегося прежнего мира. Бэзил Паскали, наполовину британец, наполовину мальтиец, считает себя местной достопримечательностью острова. С момента своего прибытия двадцать лет назад он шпионит в пользу султана, отправляя подробные отчёты о подозрительной деятельности. Он понятия не имеет, читает ли кто-нибудь его наблюдения, поскольку никогда не получает ответа, но его оплата по-прежнему поступает регулярно, поэтому он продолжает свою работу в качестве информатора с неизменным рвением.

## В ролях
- Бен Кингсли — Бэзил Паскали
- Чарльз Дэнс — Энтони Боулз
- Хелен Миррен — Лидия Нойман
- Кеворк Маликян — Мардосян
- Джордж Мерселл — герр Гезинг
- Надим Савалия — Паша
- Вернон Добчефф — переводчик Париенте
- Шейла Аллен — миссис Марчант
- Даниэль Аллен — миссис Хоган
- Стефан Грифф — Эффенди

## Восприятие
Кэрин Джеймс из The New York Times раскритиковала игру актёров, диалоги и работу оператора. Роджер Эберт, напротив, похвалил исполнительское мастерство актёров, написав: «Всё в подобном фильме зависит от актёрской игры, и трудно представить, как можно было бы подобрать актёрский состав лучше». Сергей Кудрявцев оценил фильм в 7,5 баллов из 10, назвав игру Бена Кингсли «триумфом актёрского мастерства».